# Newena Kokanowa

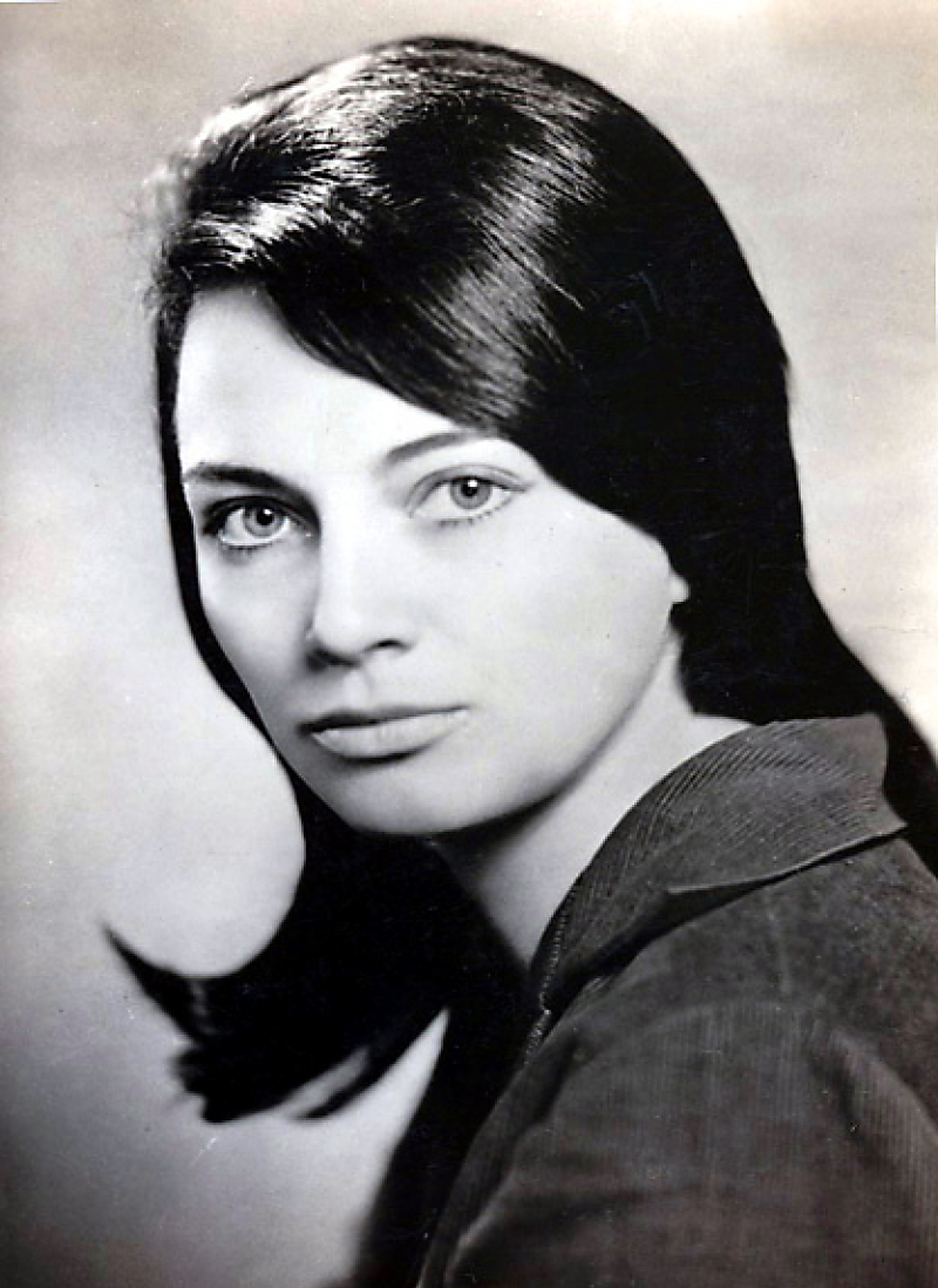
Newena Kokanowa

Newena Bogdanowa Kokanowa (bulgarisch Невена Богданова Коканова; * 12. Dezember 1938 in Dupniza; † 3. Juni 2000 in Sofia) war eine bulgarische Schauspielerin.

## Leben
Sie besuchte zunächst eine Handelsschule und spielte ohne eine Schauspielausbildung am Theater in Jambol, das heute nach ihr benannt ist, die Julia. Dort entdeckte sie der Regisseur Janko Jankow und besetzte sie 1957 in seinem Film Godini sa ljubow in der Rolle der Emma. Ihr Talent überzeugte, so dass sie nach Stationen an den Theatern in Gabrowo und Russe ein Engagement am Staatlichen Satirischen Theater „Aleko Konstantinow“ in Sofia erhielt, wo sie unter anderem in der Rolle der Maria Antonowa in Gogols Revisor Erfolg hatte.
Im Film verkörperte sie häufig Frauengestalten im Konflikt zwischen Liebe und Pflichtgefühl, die sich jedoch mit weiblichem Charme zu behaupten wissen. Sie trat zusammen mit allen wichtigen bulgarischen Darstellern auf, darunter Iwan Andonow, Georgi Georgiew-Gez und Georgi Kalojantschew. Auf dem nationalen Filmfestival in Varna wurde sie mehrmals mit dem Darstellerpreis ausgezeichnet, so unter anderem 1963 für ihre Rolle der Irina in Nikola Korabows Tabak, 1964 für ihre Rolle der Lisa neben dem jugoslawischen Schauspieler Rade Marković in Walo Radews Der Pfirsichdieb, 1967 für ihre Rollen in Ljubomir Scharlandschiews S dach na bademi sowie in dem von Grischa Ostrowski und Todor Stojanow gedrehten Auf Umwegen und 1973 für ihre Lehrerin in Scharlanschiews Der beste Mensch, den ich kenne.
Beim Film Trite smartni grjacha aus dem Jahr 1980 führte sie gemeinsam mit Ljubomir Scharlandschiew Regie. Unter der Regie von Juan Antonio Bardem spielte sie 1982 in dem preisgekrönten Film Die Mahnung, einer in Koproduktion zwischen Bulgarien, DDR und Sowjetunion realisierten Filmbiografie des bulgarischen Komintern-Führers Georgi Dimitrow.
Sie wurde mit mehreren nationalen Auszeichnungen als Verdienter Künstler (1967), Volkskünstler (1974) sowie wie dem Dimitrow-Preis (1986) bedacht. In der Fernsehshow Welikite Balgari wurde Kokanowa im Jahr 2006 von den bulgarischen Fernsehzuschauern auf Platz 62 der größten Bulgaren gewählt.

## Filmografie
- 1957: Godini sa ljubow
- 1959: Gefahr (W ticha wetscher)
- 1960: Viel Glück, Ani! (Badi schtastliwa, Ani!)
- 1961: Stramnata pateka
- 1962: Tabak (Tjutjun)
- 1963: Fahndung bei Nacht (Inspektorat i noschtta)
- 1964: Der Pfirsichdieb (Kradezat na praskowi)
- 1966: Bis zum Sieg und weiter (Do pobedata i po nea)
- 1966: Karambolage (Karambol)
- 1967: Die längste Nacht (Naj-dalgata noscht)
- 1967: Auf Umwegen (Otklonenie)
- 1967: S dach na bademi
- 1968: Gibelta na Aleksandar weliki
- 1968: Galileo
- 1968: Gefährlicher Flug (Opassen polet)
- 1969: Tango
- 1969: Männer auf Dienstreise (Masche w komandirowka)
- 1970: Botschafter morden nicht (Fernseh-Dreiteiler)
- 1971: Ein seltsamer Zweikampf (Stranen dwuboj)
- 1971: Vor Tagesanbruch (Na sasorjawane)
- 1971: Kreise der Liebe (Kragowe na obitschta)
- 1972: Freie Bahn (Momtscheto si otiwa)
- 1972: Liebe (Obitsch)
- 1973: Tigartscheto
- 1973: Der beste Mensch, den ich kenne (Naj-dobrijat tschowek, kogoto posnawam!)
- 1973: Deza igrajat wan
- 1973: Mein Vater, der Maler (Baschta mi bojadschijata)
- 1974: Baum ohne Wurzeln (Darwo bes koren)
- 1974: Poslednijat ergen
- 1975: Na schiwot i smart (Fernsehfilm)
- 1975: Zarenhochzeit in Tarnowo (Swatbite na Joan Asen)
- 1976: Kompromisse und Ideale (Ne si otiwaj!)
- 1976: Isgori, sa da swetisch (Fernsehserie)
- 1976: Erinnerungen an einen Zwilling (Spomen sa blisnatschkata)
- 1976: Zyklopen (Ziklopat)
- 1976: Attentat in der Kathedrale (Dopalnenie kam sakona sa saschtita na darschawata)
- 1977: Matriarchat
- 1977: Es gibt nur eine Erde (Slantschew udar)
- 1978: Zehn Tage Fasten (Tschuj petela)
- 1978: Sami sred walzi (Fernsehserie)
- 1980: Trite smartni grjacha
- 1980: Uoni
- 1980: Damenwahl (Dami kanjat)
- 1980: Prikljutschenijata na Awakum Sachow (Fernsehserie)
- 1980: Die schönste Frau von Tirnovo (Tarnowskata zariza)
- 1981: Slanze na detstwoto
- 1981: Jasowezat
- 1982: Esenno slanze
- 1982: Kristali
- 1982: Die Mahnung
- 1983: Konstantin der Philosoph (Konstantin Filosof)
- 1984: Gefährlicher Charme (Opasen tschar)
- 1984: Die Rettung (Spasenieto)
- 1985: Tasi chubawa srjala wasrast
- 1985: Verhängnisvolle Liebe (Gorski chora)
- 1986: Eschelonite
- 1986: Tri Marii u Iwan
- 1987: Wreme sa pat (Fernsehserie)
- 1987: Dom sa naschite deza (Fernsehserie)
- 1988: Wetscheri w Antimowskija chan (Fernsehserie)
- 1990: Selzeto (Fernsehserie)
- 1991: Iskam Amerika
- 1993: Sesonat na kanartschetata